# Бейм Валерій Ілліч
Валерій Ілліч Бейм (17 березня 1950) — австрійський шахіст i автор шахових книжок українського походження, гросмейстер (1994), призер чемпіонатів України. У 1990—2000 роках виступав за Ізраїль.

## Шахова кар'єра
1990 року в складі збірної Ізраїлю взяв участь у шаховій олімпіаді в Новому Саді. 1991 року переміг у Рішон-ле-Ціоні. У 1993 року в тому самому місті поділив 2-ге місце (разом із, зокрема, Найджелом Дейвісом), аналогічний результат показав у Герцліяі (разом з Єгудою Грюнфельдом). 1994 року поділив 1-3-тє місця на круговому турнірі First Saturday (FS04 GM) в Будапешті, наступного року на тому самому турнірі (FS05 GM) поділив 1-2-ге місця. 1997 року досягнув значного успіху, перемігши (разом з Золтаном Алмаші, попереду, зокрема, Етьєна Бакро, Ігоря Глека i Віктора Корчного) на сильному турнірі за круговою системою в Лінці. 1998 року посів 3-тє місце (за Яном Тімманом i Олександром Бєлявським) на турнірі зі швидких шахів Chess Classics у Франкфурті-на-Майні (випередивши Андраша Адор'яна, Роберта Гюбнера, Віктора Корчного, Артура Юсупова i Лайоша Портіша), а також поділив 1-ше місце (разом з Даном Цолером) на турнірі за швейцарською системою у Шварцаху. 2001 року поділив 1-ше місце в Ашаху (разом із, зокрема, Генріком Теске i Райом Тішбіреком, а через рік поділив 2-ге місце в Оберварті. У наступних роках виступав лише в командних змаганнях в Австрії та Німеччині, присвятивши себе письменницькій праці.
Найвищий рейтинг у кар'єрі мав 1 січня 1996 року, досягнувши 2570 пунктів, посідав тоді 8-9-те місце серед ізраїльських шахістів.
Від 2001 року на міжнародній арені виступав під кольорами Австрії.

## Турнірні результати

### Чемпіонати України
Валерій Бейм зіграв у двох фінальних турнірах чемпіонатів України, набравши загалом 19 очок з 30 можливих (+10-2=18).
| Рік  | Місто   | Турнір                 | + | − | = | Результат | Місце  |
| ---- | ------- | ---------------------- | - | - | - | --------- | ------ |
| 1971 | Донецьк | 40-й чемпіонат України | 4 | 0 | 9 | 8½ з 13   | Bronze |
| 1972 | Одеса   | 41-й чемпіонат України | 6 | 2 | 9 | 10½ з 17  | 4      |

## Вибрані твори
- Understanding the Leningrad Dutch, Gambit Publications, ISBN 978-1-901983-72-2
- Chess Recipes from the Grandmaster's Kitchen, Gambit Publications, ISBN 978-1-901983-55-5
- How to Calculate Chess Tactics, Gambit Publications, ISBN 978-1-904600-50-3
- How to Play Dynamic Chess, Gambit Publications, ISBN 978-1-904600-15-2
- Lessons in Chess Strategy, Gambit Publications, ISBN 978-1-901983-93-7

## Зміни рейтингу
| На цьому місці має відображатися графік чи діаграма, однак з технічних причин його відображення наразі вимкнено. Будь ласка, не видаляйте код, який викликає це повідомлення. Розробники вже працюють для того, щоби відновити штатне функціонування цього графіка або діаграми. | |
| | На цьому місці має відображатися графік чи діаграма, однак з технічних причин його відображення наразі вимкнено. Будь ласка, не видаляйте код, який викликає це повідомлення. Розробники вже працюють для того, щоби відновити штатне функціонування цього графіка або діаграми. |